# Championnats d'Asie de karaté juniors 2010
Navigation
Championnats d'Asie de karaté juniors 2008 Championnats d'Asie de karaté juniors 2011
Les championnats d'Asie de karaté juniors 2010 ont eu lieu à Hong Kong, en République populaire de Chine, en août 2010. Il s'agissait de la dixième édition des championnats d'Asie de karaté juniors.